# Torremormojón
Torremormojón är en kommun i Spanien.   Den ligger i provinsen Provincia de Palencia och regionen Kastilien och Leon, i den centrala delen av landet, 190 km nordväst om huvudstaden Madrid.